# Euroliga 2006-07
La temporada 2006-07 de la Euroliga (la máxima competición de clubes de baloncesto de Europa) se disputó del 24 de octubre de 2006 hasta el 6 de mayo de 2007 y fue organizada por la Unión de Ligas Europeas de Baloncesto (ULEB).
Los mejores 24 clubes europeos de baloncesto compitieron por el título de campeón de clubes europeo, el cual fue ganado por el Panathinaikos BC en su propia ciudad, Atenas.

## Primera fase
Los cinco primeros de cada grupo y el mejor sexto alcanzaron el Top 16.
| Clave para los grupos                       |
| ------------------------------------------- |
| Equipos clasificados para la siguiente fase |
| Equipos eliminados                          |

### Grupo A
|    | Equipo                | PJ | PG | PP | PF   | PC   | Dif  |
| -- | --------------------- | -- | -- | -- | ---- | ---- | ---- |
| 1. | TAU Cerámica          | 14 | 12 | 2  | 1165 | 1025 | +140 |
| 2. | MBC Dinamo Moscú      | 14 | 10 | 4  | 1100 | 1032 | +68  |
| 3. | Olympiacos BC         | 14 | 10 | 4  | 1165 | 1112 | +53  |
| 4. | Efes Pilsen SK        | 14 | 8  | 6  | 1081 | 1031 | +50  |
| 5. | Prokom Trefl Sopot    | 14 | 5  | 9  | 1021 | 1063 | -42  |
| 6. | Climamio Bolonia      | 14 | 5  | 9  | 1115 | 1176 | -61  |
| 7. | Le Mans Sarthe Basket | 14 | 4  | 10 | 985  | 1041 | -56  |
| 8. | RheinEnergie Colonia  | 14 | 2  | 12 | 1032 | 1184 | -152 |

|      | BASK   | DYNA   | OLYM  | EFES  | PROK  | FORT  | LEMA  | KÖLN  |
| ---- | ------ | ------ | ----- | ----- | ----- | ----- | ----- | ----- |
| BASK | –      | 77–61  | 89–74 | 68–65 | 76–64 | 90–80 | 86–54 | 97–68 |
| DYNA | 78–82  | –      | 84–69 | 90–83 | 95–74 | 78–73 | 74–57 | 75–68 |
| OLYM | 97–78  | 86–73  | –     | 72–91 | 97–74 | 94–67 | 80–76 | 77–73 |
| EFES | 78–84  | 72–76  | 95–77 | –     | 71–67 | 72–74 | 53–64 | 91–76 |
| PROK | 70–75  | 60–49  | 64–73 | 74–81 | –     | 78–84 | 69–67 | 72–61 |
| FORT | 90–82  | 80–101 | 86–93 | 74–76 | 77–91 | –     | 83–71 | 86–90 |
| LEMA | 76–79  | 69–70  | 81–88 | 67–71 | 73–84 | 82–71 | –     | 69–60 |
| KÖLN | 70–102 | 82–96  | 81–88 | 68–82 | 84–80 | 78–90 | 73–79 | –     |

### Grupo B
|    | Equipo                | PJ | PG | PP | PF   | PC   | Dif |
| -- | --------------------- | -- | -- | -- | ---- | ---- | --- |
| 1. | Panathinaikos BC      | 14 | 11 | 3  | 1128 | 1036 | +92 |
| 2. | Maccabi Tel Aviv BC   | 14 | 8  | 6  | 1230 | 1177 | +53 |
| 3. | DKV Joventut Badalona | 14 | 7  | 7  | 1112 | 1049 | +63 |
| 4. | Unicaja Málaga        | 14 | 7  | 7  | 1001 | 1085 | -84 |
| 5. | Lottomatica Roma      | 14 | 6  | 8  | 1027 | 1044 | -17 |
| 6. | KK Partizan Belgrado  | 14 | 6  | 8  | 1100 | 1093 | +7  |
| 7. | KK Cibona Zagreb      | 14 | 6  | 8  | 1113 | 1141 | -28 |
| 8. | KK Olimpia Ljubljana  | 14 | 5  | 9  | 1038 | 1124 | -86 |

|      | PANA  | MACC   | JOVN  | UNIC    | ROMA  | PART  | CIBN   | OLIM   |
| ---- | ----- | ------ | ----- | ------- | ----- | ----- | ------ | ------ |
| PANA | –     | 90–88  | 83–73 | 87–72   | 87–71 | 80–93 | 86–69  | 83–74  |
| MACC | 76–73 | –      | 92–75 | 106–101 | 78–65 | 85–83 | 91–83  | 110–87 |
| JOVN | 79–82 | 98–92  | –     | 105–52  | 72–83 | 82–51 | 83–73  | 82–86  |
| UNIC | 67–61 | 67–83  | 66–68 | –       | 68–66 | 66–58 | 73–67  | 62–55  |
| ROMA | 69–79 | 88–81  | 71–69 | 65–71   | –     | 65–60 | 81–58  | 84–74  |
| PART | 65–73 | 103–91 | 74–83 | 90–94   | 73–63 | –     | 101–92 | 106–60 |
| CIBN | 75–78 | 87–82  | 77–74 | 87–83   | 91–84 | 89–72 | –      | 77–61  |
| OLIM | 65–86 | 77–75  | 67–69 | 87–59   | 83–72 | 70–71 | 92–88  | –      |

### Grupo C
|    | Equipo                  | PJ | PG | P  | PF   | PC   | Dif  |
| -- | ----------------------- | -- | -- | -- | ---- | ---- | ---- |
| 1. | PBC CSKA Moscú          | 14 | 13 | 1  | 1079 | 912  | +167 |
| 2. | Winterthur FC Barcelona | 14 | 9  | 5  | 1093 | 1032 | +61  |
| 3. | Benetton Treviso        | 14 | 8  | 6  | 1021 | 989  | +32  |
| 4. | ÉB Pau-Orthez           | 14 | 7  | 7  | 1059 | 1070 | -11  |
| 5. | Aris TT Bank            | 14 | 6  | 8  | 971  | 1013 | -42  |
| 6. | Eldo Napoli             | 14 | 6  | 8  | 1032 | 1093 | -61  |
| 7. | Fenerbahçe Ülker        | 14 | 5  | 9  | 1044 | 1088 | -44  |
| 8. | BC Žalgiris Kaunas      | 14 | 2  | 12 | 1062 | 1164 | -102 |

|      | CSKA  | FCBA  | TREV  | PAUO    | ARIS  | NAPL  | FENE  | ŽALG  |
| ---- | ----- | ----- | ----- | ------- | ----- | ----- | ----- | ----- |
| CSKA | –     | 76–57 | 83–67 | 78–58   | 83–68 | 82–72 | 85–66 | 88–72 |
| FCBA | 70–78 | –     | 82–69 | 93–75   | 86–83 | 91–71 | 84–70 | 84–67 |
| TREV | 60–68 | 68–67 | –     | 87–66   | 64–42 | 64–70 | 93–83 | 95–82 |
| PAUO | 73–67 | 66–72 | 73–86 | –       | 77–62 | 68–72 | 89–67 | 68–56 |
| ARIS | 62–65 | 75–82 | 65–60 | 74–72   | –     | 80–72 | 66–58 | 73–66 |
| NAPL | 64–74 | 66–64 | 62–64 | 84–96   | 71–69 | –     | 78–83 | 92–87 |
| FENE | 74–84 | 82–69 | 70–58 | 66–68   | 80–86 | 88–93 | –     | 84–75 |
| ŽALG | 59–78 | 86–92 | 76–86 | 106–110 | 77–66 | 83–65 | 70–83 | –     |

## Top 16
Los dos primeros de cada grupo alcanzaron la ronda eliminatoria.

### Grupo D
|    | Equipo              | PJ | PG | PP | PF  | PC  | Dif  |
| -- | ------------------- | -- | -- | -- | --- | --- | ---- |
| 1. | TAU Cerámica        | 6  | 6  | 0  | 541 | 433 | +108 |
| 2. | Maccabi Tel Aviv BC | 6  | 4  | 2  | 463 | 478 | -15  |
| 3. | Lottomatica Roma    | 6  | 1  | 5  | 416 | 468 | -52  |
| 4. | ÉB Pau-Orthez       | 6  | 1  | 5  | 470 | 511 | -41  |

|      | BASK  | MACC  | ROMA  | PAUO  |
| ---- | ----- | ----- | ----- | ----- |
| BASK | –     | 94–73 | 99–56 | 93–74 |
| MACC | 68–79 | –     | 79–72 | 74–70 |
| ROMA | 72–77 | 69–71 | –     | 78–68 |
| PAUO | 89–99 | 94–98 | 74–69 | –     |

### Grupo E
|    | Equipo                | PJ | PG | PP | PF  | PC  | Dif |
| -- | --------------------- | -- | -- | -- | --- | --- | --- |
| 1. | PBC CSKA Moscú        | 6  | 6  | 0  | 475 | 376 | +99 |
| 2. | Olympiacos BC         | 6  | 3  | 3  | 451 | 450 | +1  |
| 3. | KK Partizan Belgrado  | 6  | 2  | 4  | 432 | 474 | -42 |
| 4. | DKV Joventut Badalona | 6  | 1  | 5  | 407 | 465 | -58 |

|      | CSKA  | OLYM  | PART  | JOVN  |
| ---- | ----- | ----- | ----- | ----- |
| CSKA | –     | 83–79 | 67–44 | 81–69 |
| OLYM | 64–85 | –     | 79–75 | 81–65 |
| PART | 55–86 | 84–92 | –     | 85–70 |
| JOVN | 65–73 | 58–56 | 80–89 | –     |

### Grupo F
|    | Equipo                  | PJ | PG | PP | PF  | PC  | Dif |
| -- | ----------------------- | -- | -- | -- | --- | --- | --- |
| 1. | Panathinaikos BC        | 6  | 5  | 1  | 501 | 428 | +73 |
| 2. | Winterthur FC Barcelona | 6  | 4  | 2  | 498 | 455 | +43 |
| 3. | Efes Pilsen SK          | 6  | 2  | 4  | 416 | 458 | -42 |
| 4. | Prokom Trefl Sopot      | 6  | 1  | 5  | 404 | 478 | -74 |

|      | PANA  | FCBA   | EFES  | PROK  |
| ---- | ----- | ------ | ----- | ----- |
| PANA | –     | 102–82 | 84–57 | 95–68 |
| FCBA | 87–66 | –      | 82–73 | 92–73 |
| EFES | 65–79 | 82–78  | –     | 67–71 |
| PROK | 69–75 | 59–77  | 64–72 | –     |

### Grupo G
|    | Equipo           | PJ | PG | PP | PF  | PC  | Dif |
| -- | ---------------- | -- | -- | -- | --- | --- | --- |
| 1. | Unicaja Málaga   | 6  | 4  | 2  | 448 | 442 | +6  |
| 2. | MBC Dinamo Moscú | 6  | 4  | 2  | 428 | 435 | -7  |
| 3. | Benetton Treviso | 6  | 3  | 3  | 439 | 428 | +11 |
| 4. | Aris TT Bank     | 6  | 1  | 5  | 451 | 461 | -10 |

|      | UNIC  | DYNA  | TREV  | ARIS  |
| ---- | ----- | ----- | ----- | ----- |
| UNIC | –     | 73–62 | 75–61 | 76–74 |
| DYNA | 86–80 | –     | 68–65 | 71–69 |
| TREV | 76–79 | 74–55 | –     | 83–72 |
| ARIS | 83–65 | 74–86 | 79–80 | –     |

## Cuartos de final

### Cuarto de final 1
| 3 de abril de 2007 | TAU Cerámica                                 | 84–59        | Olympiacos BC                            |                                                                        |  |
|                    | Parciales: 20-12, 20-16, 19-12, 25-19        |              |                                          |                                                                        |  |
|                    | Estadísticas Rakočević 24 Scola 9 Planinić 4 | Pts Reb Asts | Estadísticas Domercant 13 Žižić 8 Penn 3 | Pabellón: Fernando Buesa Arena, Vitoria Asistencia: 9.323 espectadores |  |

| 5 de abril de 2007                 | Olympiacos BC                             | 89–95        | TAU Cerámica                               |                                                                                      |  |  |
|                                    | Parciales: 19-16, 22-28, 16-20, 32-31     |              |                                            |                                                                                      |  |  |
|                                    | Estadísticas Acker 19 Bourousis 13 Penn 5 | Pts Reb Asts | Estadísticas Scola 20 Scola 10 Rakočević 4 | Pabellón: Pabellón de 'La Paz y La Amistad', El Pireo Asistencia: 7.500 espectadores |  |  |
| TAU Cerámica gana la serie por 2–0 |                                           |              |                                            |                                                                                      |  |  |
|                                    |                                           |              |                                            |                                                                                      |  |  |

### Cuarto de final 2
| 3 de abril de 2007 | PBC CSKA Moscú                                 | 80–58        | Maccabi Tel Aviv BC                     |                                                                            |  |
|                    | Parciales: 21-6, 19-16, 16-12, 24-24           |              |                                         |                                                                            |  |
|                    | Estadísticas Langdon 16 Torres 10 Papaloukas 8 | Pts Reb Asts | Estadísticas Vujčić 10 Vujčić 9 Bynum 2 | Pabellón: CSKA Universal Sports Hall, Moscú Asistencia: 5.500 espectadores |  |

| 5 de abril de 2007 | Maccabi Tel Aviv BC                       | 68–56        | PBC CSKA Moscú                               |                                                                 |  |
|                    | Parciales: 11-11, 24-14, 20-10, 13-21     |              |                                              |                                                                 |  |
|                    | Estadísticas Vujčić 15 Eliyahu 10 Bynum 5 | Pts Reb Asts | Estadísticas Torres 12 Torres 7 Papaloukas 3 | Pabellón: Nokia Arena, Tel Aviv Asistencia: 10.500 espectadores |  |

| 12 de abril de 2007                  | PBC CSKA Moscú                                     | 92–71        | Maccabi Tel Aviv BC                                |                                                                            |  |  |
|                                      | Parciales: 32-13, 27-24, 13-12, 20-22              |              |                                                    |                                                                            |  |  |
|                                      | Estadísticas Langdon 20 Savrasenko 6 Papaloukas 10 | Pts Reb Asts | Estadísticas Jasaitis 18 Sharp & Vujčić 4 Vujčić 3 | Pabellón: CSKA Universal Sports Hall, Moscú Asistencia: 5.500 espectadores |  |  |
| PBC CSKA Moscú gana la serie por 2–1 |                                                    |              |                                                    |                                                                            |  |  |
|                                      |                                                    |              |                                                    |                                                                            |  |  |

### Cuarto de final 3
| 3 de abril de 2007 | Panathinaikos BC                                                              | 80–58        | MBC Dinamo Moscú                             |                                                                       |  |
|                    | Parciales: 23-11, 23-16, 17-11, 17-20                                         |              |                                              |                                                                       |  |
|                    | Estadísticas Bečirovič 17 Diamantidis, Tomašević & Tsartsaris 5 Diamantidis 6 | Pts Reb Asts | Estadísticas Ekezie 15 Papadopoulos 7 Dean 3 | Pabellón: Olympic Indoor Hall, Atenas Asistencia: 15.000 espectadores |  |

| 5 de abril de 2007                     | MBC Dinamo Moscú                                     | 65–73        | Panathinaikos BC                                     |                                                                    |  |  |
|                                        | Parciales: 12-16, 18-20, 16-22, 19-15                |              |                                                      |                                                                    |  |  |
|                                        | Estadísticas Papadopoulos 13 Papadopoulos 6 Domani 4 | Pts Reb Asts | Estadísticas Šiškauskas 19 Šiškauskas 6 Tsartsaris 2 | Pabellón: Dynamo Sports Hall, Moscú Asistencia: 3.000 espectadores |  |  |
| Panathinaikos BC gana la serie por 2–0 |                                                      |              |                                                      |                                                                    |  |  |
|                                        |                                                      |              |                                                      |                                                                    |  |  |

### Cuarto de final 4
| 3 de abril de 2007 | Unicaja Málaga                               | 91–75        | Winterthur FC Barcelona                    |                                                                                                 |  |
|                    | Parciales: 17-24, 29-16, 26-19, 19-16        |              |                                            |                                                                                                 |  |
|                    | Estadísticas Faison 17 De Miguel 7 Sánchez 7 | Pts Reb Asts | Estadísticas Navarro 15 Marconato 8 Ukić 4 | Pabellón: Palacio de Deportes José María Martín Carpena, Málaga Asistencia: 10.000 espectadores |  |

| 5 de abril de 2007 | Winterthur FC Barcelona                    | 80–58        | Unicaja Málaga                                       |                                                                     |  |
|                    | Parciales: 21-14, 20-16, 23-18, 16-10      |              |                                                      |                                                                     |  |
|                    | Estadísticas Navarro 25 Grimau 7 Navarro 4 | Pts Reb Asts | Estadísticas Cabezas & Faison 11 Piétrus 5 Cabezas 3 | Pabellón: Palau Blaugrana, Barcelona Asistencia: 8.250 espectadores |  |

| 12 de abril de 2007                  | Unicaja Málaga                                      | 67–64        | Winterthur FC Barcelona                          |                                                                                                 |  |  |
|                                      | Parciales: 21-18, 17-14, 10-12, 19-20               |              |                                                  |                                                                                                 |  |  |
|                                      | Estadísticas Tušek 15 De Miguel 7 Brown & Sánchez 3 | Pts Reb Asts | Estadísticas Vázquez 12 Trias 9 Lakovič & Ukić 4 | Pabellón: Palacio de Deportes José María Martín Carpena, Málaga Asistencia: 10.000 espectadores |  |  |
| Unicaja Málaga gana la serie por 2–1 |                                                     |              |                                                  |                                                                                                 |  |  |
|                                      |                                                     |              |                                                  |                                                                                                 |  |  |

## Final Four

### Semifinales

#### Semifinal 1
| 4 de mayo de 2007 | Panathinaikos BC                                             | 67–53        | TAU Cerámica                               |                                                                       |  |
|                   | Parciales: 18-9, 17-12, 12-14, 20-18                         |              |                                            |                                                                       |  |
|                   | Estadísticas Batiste & Bečirovič 15 Batiste 12 Diamantidis 4 | Pts Reb Asts | Estadísticas Erdoğan 11 Peker 8 Prigioni 2 | Pabellón: Olympic Indoor Hall, Atenas Asistencia: 18.363 espectadores |  |

#### Semifinal 2
| 4 de mayo de 2007 | PBC CSKA Moscú                                  | 62–50        | Unicaja Málaga                                                 |                                                                       |  |
|                   | Parciales: 18-15, 15-9, 11-20, 18-6             |              |                                                                |                                                                       |  |
|                   | Estadísticas Langdon 13 Andersen 9 Papaloukas 4 | Pts Reb Asts | Estadísticas Cabezas 13 Jiménez 8 Cabezas, Jiménez & Sánchez 3 | Pabellón: Olympic Indoor Hall, Atenas Asistencia: 18.363 espectadores |  |

### Tercer lugar
| 6 de mayo de 2007 | TAU Cerámica                                 | 74–76        | Unicaja Málaga                                    |                                                                       |  |
|                   | Parciales: 15-16, 25-19, 21-16, 13-25        |              |                                                   |                                                                       |  |
|                   | Estadísticas Rakočević 16 Splitter 8 Vidal 5 | Pts Reb Asts | Estadísticas Tušek 18 Piétrus & Tušek 5 Sánchez 8 | Pabellón: Olympic Indoor Hall, Atenas Asistencia: 18.363 espectadores |  |

### Final
| 6 de mayo de 2007 | Panathinaikos BC                                  | 93–91        | PBC CSKA Moscú                                     |                                                                       |  |
|                   | Parciales: 18-17, 28-19, 19-21, 28-34             |              |                                                    |                                                                       |  |
|                   | Estadísticas Šiškauskas 20 Batiste 5 Šiškauskas 5 | Pts Reb Asts | Estadísticas Papaloukas 23 Andersen 6 Papaloukas 8 | Pabellón: Olympic Indoor Hall, Atenas Asistencia: 18.363 espectadores |  |

| Campeones de la Euroleague 2006-07 |
| ---------------------------------- |
| Panathinaikos BC Cuarto título     |

## Nominaciones

### Primer quinteto ideal de la temporada
Se dio un empate en las votaciones para elegir al mejor base de la temporada. Consecuentemente se incluyeron seis jugadores en el Primer quinteto ideal.
| Posición  | Jugador              | Equipo                  |
| --------- | -------------------- | ----------------------- |
| Base      | Theodoros Papaloukas | PBC CSKA Moscú          |
| Base      | Dimitris Diamantidis | Panathinaikos BC        |
| Escolta   | Juan Carlos Navarro  | Winterthur FC Barcelona |
| Alero     | Trajan Langdon       | PBC CSKA Moscú          |
| Ala-pívot | Luis Scola           | TAU Cerámica            |
| Pívot     | Nikola Vujčić        | Maccabi Tel Aviv BC     |

|  | MVP de la temporada |

### Segundo quinteto ideal de la temporada
| Posición  | Jugador              | Equipo           |
| --------- | -------------------- | ---------------- |
| Base      | Pablo Prigioni       | TAU Cerámica     |
| Escolta   | Igor Rakočević       | TAU Cerámica     |
| Alero     | Ramūnas Šiškauskas   | Panathinaikos BC |
| Ala-pívot | Matjaž Smodiš        | PBC CSKA Moscú   |
| Pívot     | Lazaros Papadopoulos | MBC Dinamo Moscú |

### MVP de la Final Four
| Posición | Jugador              | Equipo           |
| -------- | -------------------- | ---------------- |
| Base     | Dimitris Diamantidis | Panathinaikos BC |

### PremioAlphonso Fordal mejor anotador
| Posición | Jugador        | Equipo       |
| -------- | -------------- | ------------ |
| Escolta  | Igor Rakočević | TAU Cerámica |

### Mejor defensor
| Posición | Jugador              | Equipo           |
| -------- | -------------------- | ---------------- |
| Base     | Dimitris Diamantidis | Panathinaikos BC |

### Estrella emergente
| Posición | Jugador        | Equipo                |
| -------- | -------------- | --------------------- |
| Alero    | Rudy Fernández | DKV Joventut Badalona |

### PremioAlexander Gomelskyal mejor entrenador
| Entrenador       | Equipo           |
| ---------------- | ---------------- |
| Željko Obradović | Panathinaikos BC |

### Jugador del mes
| Mes       | Jugador              | Equipo           |
| --------- | -------------------- | ---------------- |
| Noviembre | Mike Batiste         | Panathinaikos BC |
| Diciembre | Luis Scola           | TAU Cerámica     |
| Enero     | Lazaros Papadopoulos | MBC Dinamo Moscú |
| Febrero   | Matjaž Smodiš        | PBC CSKA Moscú   |
| Marzo     | Daniel Santiago      | Unicaja Málaga   |
| Abril     | Ramūnas Šiškauskas   | Panathinaikos BC |

### Jugador de la jornada
| Jornada       | Jugador              | Equipo                  | Valoración |
| ------------- | -------------------- | ----------------------- | ---------- |
| 1             | Carlos Cabezas       | Unicaja Málaga          | 41         |
| 2             | Eric Campbell        | Le Mans Sarthe Basket   | 32         |
| 3             | Juan Carlos Navarro  | Winterthur FC Barcelona | 35         |
| 4             | Ronnie Burrell       | RheinEnergie Colonia    | 36         |
| 5             | Teemu Rannikko       | KK Olimpia Ljubljana    | 33         |
| 6             | Nikola Vujčić        | Maccabi Tel Aviv BC     | 46         |
| 7             | Brindley Wright      | KK Cibona Zagreb        | 35         |
| 8             | Lazaros Papadopoulos | MBC Dinamo Moscú        | 38         |
| 9             | Marcus Haislip       | Efes Pilsen SK          | 41         |
| 10            | Nikola Vujčić        | Maccabi Tel Aviv BC     | 40         |
| 11            | Tanoka Beard         | BC Žalgiris Kaunas      | 31         |
| 12            | James Thomas         | Climamio Bolonia        | 34         |
| 12            | Nikola Vujčić        | Maccabi Tel Aviv BC     | 34         |
| 13            | Terrell Lyday        | Benetton Treviso        | 40         |
| 14            | Vasco Evtimov        | Climamio Bolonia        | 38         |
| Top16 - 1     | Marcus Goree         | Benetton Treviso        | 35         |
| Top16 - 1     | Scoonie Penn         | Olympiacos BC           | 35         |
| Top16 - 2     | Jamie Arnold         | Maccabi Tel Aviv BC     | 29         |
| Top16 - 3     | Savvas Iliadis       | Aris TT Bank            | 30         |
| Top16 - 4     | Antonis Fotsis       | MBC Dinamo Moscú        | 38         |
| Top16 - 5     | Michael Wright       | ÉB Pau-Orthez           | 31         |
| Top16 - 6     | Antonis Fotsis       | MBC Dinamo Moscú        | 39         |
| PlayOff - 1-2 | Juan Carlos Navarro  | Winterthur FC Barcelona | 23         |
| PlayOff - 3   | Theodoros Papaloukas | PBC CSKA Moscú          | 27         |

| Predecesor: Euroliga 2005-06 | Euroliga 2006-07 | Sucesor: Euroliga 2007-08 |